# Ana María Álvarez de Toledo Portugal
Ana María Álvarez de Toledo Portugal (Barcelona, 6 de diciembre de 1707-14 de octubre de 1729) fue una noble española, XI condesa de Oropesa, X condesa de Alcaudete, IX condesa de Belvís, X condesa de Deleytosa, VII marquesa de Jarandilla, VIII marquesa de Frechilla y Villarramiel, VI marquesa del Villar de Grajanejos y grande de España.

## Biografía
Ana María fue la hermana de Vicente Pedro Álvarez de Toledo Portugal (1687-1728), IX conde de Oropesa.
Casó en 1726 con Andrés López Pacheco y Osorio de Moscoso, quien fue grande de España, X duque de Escalona, XIII marqués de Aguilar de Campoo, X marqués de Villena, VIII Marqués de la Eliseda, X conde de Xiquena, XVII conde de Castañeda y XIV conde de San Esteban de Gormaz. Ana María fue su primera esposa de quien nació su única hija: María Ana López Pacheco y Álvarez de Toledo Portugal.
Ana María fue la última representante de los condes de Oropesa en utilizar como primer apellido el de Álvarez de Toledo ya que luego de ella, con su hija, la XII condesa, María Ana López Pacheco y Álvarez de Toledo Portugal, esta Casa se afeminó por segunda vez pero en esta oportunidad no se conservó el apellido Álvarez de Toledo. Sin embargo, ese apellido fue utilizado, complementariamente, por los de Oropesa, hasta la XIV condesa. 